# Blazing Saddles
Blazing Saddles is een Amerikaanse komische film uit 1974, geregisseerd door Mel Brooks met in de hoofdrollen Cleavon Little, Gene Wilder en Madeline Kahn.
Het scenario was gebaseerd op een idee van scenarist Andrew Bergman en zijn verhaal "Black Bart". Het is een parodie op het western-genre. De film was een gigantisch succes in de bioscopen en werd ironisch genoeg een van de meest winstgevende westerns aller tijden. Alleen al in de VS werd een omzet van 47,8 miljoen dollar in de bioscopen gehaald en in totaal zou de film alleen al in de VS, 119,5 miljoen dollar opbrengen.
In 2006 werd de film vanwege het historische, culturele en esthetische belang voor conservatie opgenomen in het National Film Registry van de Amerikaanse Library of Congress.

## Verhaal
Het Wilde Westen, anno 1874. Als de aanleg van een spoorbaan stuit op drijfzand, moet een nieuwe route worden gekozen. Vervelend genoeg voor de bouwers ligt nu het stadje Rock Ridge in de weg. De bouwers, onder leiding van procureur-generaal Hedley Lamarr (wiens naam een parodie is op Hedy Lamarr) en spoorwegvoorman Taggart, huren een bende in om de bewoners, die allemaal Johnson heten, te verdrijven zodat de spoorweg het land goedkoop kan overnemen.
Na de aanval van de bende vragen de bewoners van Rock Ridge aan de gouverneur om een nieuwe sheriff. Lamarr weet de gouverneur te overtuigen de Afro-Amerikaanse spoorwegarbeider Bart aan te stellen voor deze klus. Hiermee hoopt hij de bevolking van Rock Ridge zo te beledigen dat ze uit zichzelf zullen vertrekken of de nieuwe sheriff zullen lynchen. Maar het pakt anders uit: sheriff Bart weet samen met zijn hulpsheriff, de alcoholische scherpschutter Jim, ook bekend als de Waco Kid, de bewoners van Rock Ridge te overtuigen om voor hun stad te vechten.
Woedend huurt Lamarr nu iedere schurk in die hij kan vinden, waaronder leden van de Ku Klux Klan maar ook anachronistische boeven als nazi's, Arabische terroristen, kruisvaarders en Hells Angels. Sheriff Bart bedenkt een plan: hij laat zijn medespoorwegarbeiders een eindje verderop een replica van Rock Ridge bouwen, compleet met replica's van de inwoners. Om tijd te winnen bouwen Bart en Jim een tolpoort, zodat de bende van Taggart tien cent per persoon moet betalen om te mogen passeren.
Als de bende eindelijk gepasseerd is, vallen ze de replica van Rock Ridge aan. Jim heeft de stad ondermijnd met dynamiet en brengt alles tot ontploffing. Wanneer de bevolking van het echte Rock Ridge de overgebleven bendeleden aanvalt, loopt het  gevecht over naar de volgende filmset, waar een ouderwetse musical opgenomen wordt, en van daar door naar de kantine van de filmmaatschappij en dan naar buiten op straat in Los Angeles. Lamarr ontsnapt en vlucht naar Grauman's Chinese Theatre (bekend van de Oscaruitreikingen). Daar wordt hij echter in zijn edele delen geschoten door sheriff Bart. Samen met Jim gaat Bart de bioscoop in om het einde van Blazing Saddles te zien, waarin ze samen met een limousine de zonsondergang tegemoet rijden.

## Rolverdeling
| Acteur             | Personage                                              |
| ------------------ | ------------------------------------------------------ |
| Cleavon Little     | Sheriff Bart                                           |
| Gene Wilder        | Jim, "The Waco Kid"                                    |
| Harvey Korman      | Hedley Lamarr                                          |
| Madeline Kahn      | Lili von Shtupp, de "Teutonic Titwillow"               |
| Slim Pickens       | Taggart                                                |
| Dom DeLuise        | Buddy Bizarre                                          |
| Mel Brooks         | Gouverneur William J. Le Petomane / Indianenopperhoofd |
| Liam Dunn          | Dominee Johnson                                        |
| George Furth       | Van Johnson                                            |
| Burton Gilliam     | Lyle                                                   |
| John Hillerman     | Howard Johnson                                         |
| David Huddleston   | Olson Johnson                                          |
| Richard Collier    | Dr. Samuel Johnson                                     |
| Alex Karras        | Mongo                                                  |
| Jack Starrett      | Gabby Johnson                                          |
| Robyn Hilton       | Juffrouw Stein                                         |
| Rodney Allen Rippy | Bart als kind                                          |
| Charles McGregor   | Charlie                                                |
| Robert Ridgely     | Boris, de beul                                         |
| Carol Arthur       | Harriet Johnson                                        |

## Scenario

### Teamwork
Mel Brooks had de scenario's van zijn twee eerdere films The Producers (1968) en Twelve Chairs (1970) geschreven, maar kreeg heimwee naar de tijd van de tv-show Your Show of Shows toen hij deel uitmaakte van een schrijverscollectief. Hij besloot om te gaan samenwerken met vier andere scenaristen, Richard Pryor, Andrew Bergman, Norman Steinberg en Al Uger. Uitgangspunt voor het scenario was het verhaal "Black Bart" van Andrew Bergman die ook het synopsis voor de film schreef. Het verhaal was puur fictie, al heeft er wel een echte Black Bart bestaan die leefde in het Wilde Westen, dat was de bandiet/dichter Charles Earl Bowles, die postkoetsen overviel en daarbij soms een gedicht achterliet. Bowles was echter blank en verder is er geen enkele connectie met hem in de film. Alle vijf de schrijvers leverden tekst voor het scenario, dat al snel bol stond van schuttingwoorden en regelmatig de grens van goede smaak overschreed. (Het zou de eerste film worden waarin het geluid van een scheet te horen was). De studio zou later aan Brooks vragen om bepaalde scènes uit de film te halen. Zoals scènes waarin het woord 'nikker' is te horen. Brooks die wist dat hij het recht had op de eindmontage zei steeds dat hij dat zou doen en liet vervolgens de scène zitten. De enige scène die verdween was die waarin Lili probeert Bart te verleiden en de laatste uitroept dat ze aan "zijn arm zit te zuigen". Het schrijversteam werd berucht vanwege de nachtelijke schrijverssessies waarbij met name Richard Pryor luide muziek afspeelde en drugs werden gebruikt.

### Titel
De oorspronkelijke titel van de film was "Tex X" een parodie op de naam van Black Muslim leider Malcolm X, maar werd later veranderd in "Black Bart and Purple Sage" en weer later in "Black Bart". Maar Brooks was er niet tevreden over. Op een morgen stond hij onder de douche en de naam "Blazing Saddles" kwam plotseling bij hem op. Later vertelde hij zijn idee aan zijn vrouw, actrice Anne Bancroft, die het meesterlijk vond, waarna de titel definitief veranderde.

### Parodie
Mel Brooks maakte een aantal films die filmgenres parodiëren, zoals Silent Movie over de beginjaren van de film, Young Frankenstein over de horrorfilms en Spaceballs over de SF-films. Met Blazing Saddles haalde hij het westerngenre overhoop. Films als High Noon, The Wild Bunch, Once Upon a Time in the West en Destry Rides Again waren dankbare leveranciers aan Brooks meedogenloze satire. De film die het meest op de hak wordt genomen is High Noon met Gary Cooper, met name de scène in de kerk waar sheriff Bart de dorpsbewoner oproept tot actie, komt rechtstreeks uit High Noon, tot in de kostuums van de dorpsbewoners aan toe. Het liedje "The Ballad of Rock Ridge" van Mel Brooks, is op zichzelf een persiflage op het nummer "Do Not Forsake Me, Oh My Darlin'", uit High Noon.
Een andere bekende western Destry Rides Again werd meedogenloos geparodieerd door de imitatie van Marlene Dietrich door Madeline Kahn. Kahns personage Lili Von Shtupp zingt het nummer "I"m so Tired", een persiflage op "I'm the Laziest Gal in Town" uit Stage Fright van Alfred Hitchcock. "Shtup" is overigens een Jiddisch woord en betekent 'opvullen', al wordt het meer gebruikt in de betekenis van "seks met iemand hebben". Een andere actrice die door het schrijversteam werd aangepakt is Hedy Lamarr (1914-2000). De actrice was niet blij dat haar naam aan de slechterik Hedley Lamarr werd gehangen. Ze ging een rechtszaak aan en vroeg om schadevergoeding. Mel Brooks was gevleid door haar aandacht en wist de zaak buiten de rechtszaal te schikken voor een laag bedrag.
Het personage van Gouverneur Le Petomane werd gespeeld door Mel Brooks, de naam Le Petomane is afkomstig van de Franse acteur Joseph Pujol die bekendstond om zijn act waarbij hij op commando winden kon laten en zelfs kaarsen uitblies. Het laten van winden speelt een grote rol in de film. Ook speelde Brooks het Indianenopperhoofd die Jiddisch blijkt te spreken. Het personage kijkt verbaasd naar de huifkar van de vader en moeder van Bart die niet met de huifkarren van de blanken in een cirkel mogen staan en alleen rondjes rijdt. De beroemde choreograaf Busby Berkeley leende zijn naam aan het personage Buddy Bizarre. Berkeley was beroemd door zijn perfecte geënsceneerde musicals, waarop de musical van Bizarre, "The French Mistake", een parodie is.

## Acteurs

### Sheriff Bart
Mel Brooks wilde acteur/scenarist Richard Pryor de rol van sheriff Bart laten spelen. Maar de managers van Warner Brothers waren bezorgd over het overmatige druggebruik van Pryor en zelfs over zijn geestelijke stabiliteit. Als lid van het schrijverscollectief van Blazing Saddles had Pryor al regelmatig voor overlast gezorgd door harde muziek te spelen bij nachtelijke schrijverssessies, waar ook drugs werden gebruikt. 
Brooks, die de investeringen van de studio hard nodig had, koos eieren voor zijn geld en ging op zoek naar een andere sheriff. Hij overwoog James Earl Jones maar koos uiteindelijk Cleavon Little.

### The Waco Kid
Voor de rol van Jim, de Waco Kid, had Brooks John Wayne in gedachten. Wayne las het scenario, vond het erg grappig, maar weigerde de rol, die hij niet vond passen bij zijn imago. Bij het afscheid van Brooks zei Wayne dat hij wel als eerste een kaartje zou kopen als de film in première ging. Acteur Dan Dailey weigerde de rol vanwege zijn zwakke gezondheid, waarna Johnny Carson werd gepolst. Nadat ook Carson geweigerd had, kreeg acteur Gig Young de rol. Op de dag dat de opnamen moesten beginnen, zou Young de scène spelen waarin hij ontwaakt uit een alcoholische roes. Young, zelf een alcoholicus, was echt dronken en viel flauw op de set. Daarna legde Brooks de opnamen stil en besloot Young te ontslaan. Gene Wilder die was uitverkoren om de rol van Hedley Lamarr te spelen, had het aanbod geweigerd, omdat hij liever de Waco Kid wilde spelen. Nadat Young op de eerste opnamedag was ontslagen, werd Wilder halsoverkop ingevlogen om alsnog de rol van Waco Kid op zich te nemen.

### Lili en Buddy
Voor de rol van Lili was Madeline Kahn favoriet, maar de actrice was al gecontracteerd voor de productie van de film Mame van Lucille Ball waar ze de rol van Agnes Gooch ging spelen. Ze deed toch auditie en was zeer verbaasd toen Brooks haar vroeg haar rok op te tillen zodat hij haar benen kon zien. Even dacht ze verzeild te zijn in een dubieuze productie, maar Brooks wilde alleen controleren of haar benen enigszins overeenkwamen met de beroemde benen van Marlene Dietrich. Niet lang na de auditie werd Kahn ontslagen bij "Mame". Als reden werd genoemd dat Kahn niet goed genoeg acteerde. Lucille Ball was ervan overtuigd dat Kahn met opzet slecht acteerde omdat ze liever in Blazing Saddles ging spelen. Als ze zelf ontslag nam, zou ze niet door Ball worden doorbetaald, maar na haar ontslag bij "Mame" moest ze, volgens haar contract, gewoon worden uitbetaald. Volgens Dom DeLuise was Mel Brooks van plan om Peter Sellers in te huren als Buddy Bizare. Maar tijdens de uren durende auditie van de Britse acteur zag Brooks in dat hij niet kon samenwerken met Sellers en werd DeLuise aangenomen.

## Productie
De film werd opgenomen in de zomer van 1973 en de productie begon met de scène waarbij de dronken Waco Kid op een gevangenisbed ligt en praat met sheriff Bart. Acteur Gig Young die de rol van Waco Kid zou spelen was een alcoholicus en had echt zwaar gedronken. Hij viel flauw en werd van de set gedragen. Brooks legde de opnamen een dag stil en besloot vervolgens een andere acteur voor de rol te nemen. Gene Wilder werd ingevlogen en nam de rol over. Gig Young zou later Warner Brothers voor de rechter slepen wegens contractbreuk. De rest van de opnamen verliepen zonder al te veel problemen. Vanwege de vele actiescènes waren zeventig stuntmensen actief, van wie de meesten ook optraden als figuranten.
Aan de scène waarbij de cowboys allemaal een wind laten na het eten van een bord met bonen, werd in de postproductie geluid toegevoegd. Mel Brooks en een aantal assistenten smeerden zeep aan hun hand en duwden die vervolgens onder hun oksel, door de oksel te bewegen ontstond zo het gewenste effect.

## Muziek

### Achtergrond
Voor de titelsong wilde Mel Brooks het echte geluid van Frankie Laine zoals in de titelsong van de televisieserie Rawhide. Hij plaatste een advertentie waarin hij aangaf een Frankie Lainekloon te zoeken. Tot zijn verbazing stond de echte Frankie Laine niet veel later voor zijn deur. Zonder te vertellen dat het om een komedie ging, liet Brooks de zanger Blazing Saddles inzingen op zijn eigen karakteristieke wijze. Laine zong uit volle borst, zonder een spoortje van ironie, het liedje in. Een ander nummer van Brooks, "Bart", haalde de film niet. Het nummer met achtergrondinformatie over het personage van sheriff Bart, haalde de vaart uit de film, waarna het werd weggeknipt.

### Liedjes
De volgende nummers zijn in de film te horen:
- "Blazing Saddles" (John Morris/Mel Brooks) uitgevoerd door Frankie Laine
- "I'm Tired" (Mel Brooks) uitgevoerd door Madeline Kahn
- "The French Mistake" (Mel Brooks)
- "The Ballad of Rock Ridge" (Mel Brooks)
- "April in Paris" (Vernon Duke/Yip Harburg) uitgevoerd door Count Basie
- "I Get a Kick Out of You" (Cole Porter)
- "Merrily We Roll Along" (Charles Tobias/Murray Mencher/Eddie Cantor)
- "Camptown Races" (Stephen Foster)

## Prijzen en nominaties

### Academy Awards
Nominaties voor:
- Beste Actrice in een bijrol (Madeline Kahn)
- Beste Montage
- Beste Muziek

### BAFTA Awards
Nominaties voor:
- Beste nieuwkomer (Cleavon Little)
- Beste scenario

### Writers Guild of America Award
- Beste originele scenario voor een komediefilm

## Televisie
In 1975 had de Amerikaanse televisiezender CBS het idee om een televisieserie te maken van Black Bart, het verhaal waarop de film gebaseerd is. Er was een pilot voor de serie gemaakt, maar die sloeg niet aan, waardoor de zender het hele idee verwierp. In de pilot spelen Louis Gossett jr. en Steve Landesberg de hoofdrollen. Mel Brooks was niet betrokken bij het maken van de pilot, dat was namelijk alleen de schrijver van het originele verhaal, Andrew Bergman. De pilot werd een keer uitgezonden op 4 april 1975.